# ラブ&ピース (映画)
『ラブ&ピース』（ラブアンドピース）は、2015年6月27日公開の映画。
監督の園子温が無名時代に書いた脚本を、25年の時を経てほぼそのまま映画化した作品である。

## あらすじ
楽器の部品会社で働くサラリーマン・鈴木良一は、以前はロックミュージシャンを目指していたが挫折し、それ以来うだつのあがらない日々を過ごしていた。同僚の寺島裕子に想いを寄せているが、小心者すぎてまともに話すこともできない。
ある日、良一はデパートの屋上で1匹のミドリガメと目が合い、運命を感じる。そのカメとの出会いが転機となり、良一は再びロックスターへの道を駆け上がっていく。
やがて、謎の老人と言葉を得たおもちゃたちの住む、不思議な地下の世界まで巻き込み、登場人物たちそれぞれの想いは、怒濤の展開を見せていく。

## 特撮
クライマックスで巨大化したカメが新宿を破壊する特撮シーンを、見どころの1つとしている。
園曰く「CGはほとんど使わず、海外に日本の特撮文化を見せたかった」ということもあり、特技監督の田口清隆を中心に、一流の特撮スタッフが集められて製作された。田口は「しょぼい特撮にしたくない」という園の意向を受け、ミニチュアセットと実景を組み合わせて一見しただけでは本物かミニチュアか区別のつかないリアルな映像とすることを心がけており、当初は新宿ゴールデン街を壊すことを提案していたが、園に「あそこは復興されない」という考えから反対されたため、代わりに東京都庁舎を破壊することとなった。

## キャスト
- 鈴木良一 - 長谷川博己
- 寺島裕子 - 麻生久美子
- マネージャー/稲川さとる - 渋川清彦
- 内藤愁 (Revolution Q) - 奥野瑛太
- 良一の会社の課長 - マキタスポーツ
- 良一の会社の同僚/田中透 - 深水元基
- 科学者 - 手塚とおる
- 謎の老人 - 西田敏行
- 良一の会社の同僚A - 小倉一郎
- 女子高生 - 真野恵里菜
- ユリの母 - 神楽坂恵
- 記者 - 菅原大吉
- 良一のアパートの住人 - 波岡一喜
- レコード会社のプロデューサー/松井 - 松田美由紀
- 良一の会社の同僚/甘野 - 馬庭良介
- 司会者 - 田原総一朗
- コメンテーター - 水道橋博士、宮台真司、津田大介、茂木健一郎
- アナウンサー - 名越涼子
- デッド (Revolution Q) - 長谷川大
- ネガ (Revolution Q) - 谷本幸優
- ジェーン (Revolution Q) - IZUMI
- 横尾和則

### 声の出演
- PC‐300 - 星野源
- マリア - 中川翔子
- スネ公 - 犬山イヌコ
- カメ - 大谷育江

## スタッフ
- 監督・脚本：園子温
- 特技監督：田口清隆
- 製作：重村博文、長澤修一、山本英俊、宮本直人
- プロデューサー ：森山敦、豊島雅郎、鎌形英一、柳村努
- 制作プロデューサー：鈴木剛司
- 撮影：木村信也
- 美術デザイナー ：清水剛
- 装飾：岩井健志
- 音楽：福田裕彦
- 音楽プロデューサー：菊地智敦
- 主題歌：RCサクセション「スローバラード」（ポリドール）
- 録音：小宮元
- 音響効果：齋藤昌利
- 照明：尾下栄治
- 編集：伊藤潤一
- キャスティング：杉山麻衣
- ラインプロデューサー：佐藤圭一朗
- スクリプター：貞木優子
- 表紙作画：山田章博
- 助監督：風之進、丸谷ちひろ
- 制作担当：坪内一、桑原昌英
- 特殊造形制作・操演：上松盛明
- 特殊技術
  - 特技プロデューサー：大谷直哉
  - 撮影：村川聡
  - 照明：小笠原篤志
  - 特撮美術：稲付正人
  - 特殊造形デザイン・造型監修：藤原カクセイ
  - 操演・特殊効果：辻川明宏
  - スクリプター：貞木優子
  - 助監督：武居正能
- 設計・企画：ガンジス
- 製作：「ラブ＆ピース」フィルムコミッティ（キングレコード、アスミック・エース、GYAO、フィールズ）
- 制作プロダクション：ガンジス
- 配給：アスミック・エース